# Rue de la Marne (Nantes)
Pour les articles homonymes, voir Rue de la Marne.
La rue de la Marne est une de Nantes.

## Situation et accès
Située dans le quartier du Bouffay, cette rue piétonne du centre-ville de Nantes relie la place du Change à la place du Pilori dans le prolongement des rues de la Barillerie et de Verdun. Elle est rejointe sur son côté nord par la rue du Moulin, et sur son côté sud par le passage Bouchaud, la rue Sainte-Croix et la rue Travers. Elle est rectiligne, pavée, et fait partie du secteur piétonnier du Bouffay.

## Origine du nom
Le nom de la rue fait référence à la bataille de la Marne qui voit la victoire décisive des troupes franco-britanniques contre l'armée allemande du 6 au 12 septembre 1914.

## Historique
Selon Camille Mellinet, la rue est très ancienne puisqu'il s'agissait selon lui d'une ancienne voie romaine qui s'appela jusqu’en 1494, ainsi que la rue de Verdun, « rue de la Chaussée » avant de prendre par la suite le nom de « Grande Rue », puis de « Basse-Grande-Rue ».
Il existait un petit cours d'eau, le « ruisseau des Carmes », qui descendait l'artère depuis les hauteurs de Saint-Pierre pour se jeter dans l'Erdre au niveau du couvent des Carmes.
De 1721 à 1771, la rue était constamment en travaux. Elle était si étroite que lorsqu'un carrosse, une charrette ou autre voiture y passait, les piétons couraient des risques.
Le conseil municipal lui attribue son nom actuel le 29 septembre 1916, en commémoration de la première bataille de la Marne.
C'est en 1867, au no 6 de la rue, qu'un commerçant originaire de Mayenne, Jules-César Decré, arrivé dix ans plus tôt à Nantes, ouvre un bazar. Prenant de l'ampleur, le « magasin Decré » devient le principal commerce installé dans la rue. 
En 1931, les Decré inaugurent, toujours rue de la Marne, ce qui est alors le plus important magasin d'Europe, dessiné par les architectes Henri Sauvage, Louis-Marie Charpentier et Charles Friesé. L'immeuble comporte sept étages de verre et d'acier, qui accueillent deux restaurants, une terrasse, un salon de coiffure, une salle de cinéma de 300 places, un théâtre de marionnettes, une agence de voyages, un bureau de poste, etc. Mais, douze en plus tard, durant la seconde Guerre mondiale, le magasin est entièrement détruit par les bombardements du 23 septembre 1943. En 1947, les travaux de reconstruction commencent, et une première tranche est ouverte six ans, jour pour jour, après le bombardement fatal.
Aujourd'hui, l'artère, devenue rue piétonne en 2012, est toujours aussi commerçante, avec les magasins Decré devenus propriété du Groupe Galeries Lafayette.

## Bâtiments remarquables et lieux de mémoire
- L'ancien magasin Decré se tient entre la rue du Moulin et la place du Pilori.
- Entre les nos 9 et 11 se trouve l'entrée nord du passage Bouchaud qui permet de rejoindre la rue de la Juiverie.
- Au no 26, l'entresol d'une devanture de magasin a conservé son aspect d'origine : une mosaïque bleue et or, indiquant « Les rigolettes nantaises, Ch. Bohu » réalisée en 1930 par le mosaïste rennais Isidore Odorico, dans le style art déco. C'est en effet dans cette ancienne confiserie que l'épicier Charles Bohu créa en 1902 cette friandise plus tendre que le berlingot nantais. En 1974, la boutique a déménagé non loin de là au no 18 de la rue de Verdun[4].